# Татаринов, Олег Владимирович
Татаринов Олег Владимирович (род. 24 июня 1967) — российский политик. Председатель Тульской областной Думы четвёртого созыва.

## Биография
Окончил Тульский государственный педагогический институт, Всероссийский заочный финансово-экономический институт. Кандидат исторических наук. Служил в рядах Советской армии.
Работал преподавателем в педагогическом институте. С 1992 года предприниматель. возглавлял фирму «Тулбытсервис». Основал научно-производственный центр «Арктоус», издательство «Родничок».
С 1990 по 1993 год депутат Тульского городского Совета.
С декабря 2000 по октябрь 2004 года, член Совета Федерации Федерального Собрания Российской Федерации от Тульской области.
С 3 октября 2004 года депутат Тульской областной Думы, с 11 октября председатель.
Секретарь Политического совета Тульского регионального отделения Всероссийской политической партии «Единая Россия». С 2014 года — Президент «Центра актуальной политики». Член Тульского регионального отделения Партии «Единая Россия».